# ثروة الفنون
ثروة الفنون بالتركية (Servet-i Fünun)  كانت جريدة طليعية التي قام خالد ضيا و الادباء الاخرون بنشرها لاعلام القراء عن الثقافة الأوروبية و خصوصا الفرنسية.
في عام 1896م أصبح توفيق فكرت محررا فيها.و الشاعر سليمان نظيف كان عضوا.
رواية خالد ضيا الرومانسية العشق الممنوع  و التي اصدرت سنة 1899 و 1900 من قبل المجلة أصبحت عالمية فيما بعد.

## روابط خارجية
- ثروة الفنون على موقع الموسوعة البريطانية (الإنجليزية)